# 入間川幸成
入間川 幸成（いるまがわ ゆきなり、1985年5月30日 - ）は、日本のゲームクリエイター集団SYUPRO-DXに所属。ミュージシャン。

## 人物
ゲームクリエイター集団SYUPRO-DXに所属しており、サウンド、主題歌、グラフィックを担当している。
入間川のバンド活動を知っていたSYUPRO-DX代表の浜中剛にライブハウスにて口説かれ、参加した。自身がVo.Gtを務める、「涙を流した人に」「悲しみの先に」というコンセプトのバンド『Riverside Creature』（2009年10月 - 2018年3月5日）では、全国流通盤となる『希望のかけら』をリリースしている。

## 作品
- ソロ作品『残り火』[8]
- 『Cherish』[9][10]
- SYUPRO-DXサウンド[11]
- 『あなたってよく見るとドブネズミみたいな顔してるわね』
- 『奴は四天王の中で最も金持ち』
- 『彼女は最後にそう言った』
- 『終わらない夕暮れに消えた君』
- 『世界一長い5分間』
- 『DESTINY CONNECT』
- 『ココロインサイド』（主題歌）